# محمدجواد کولیوند
محمدجواد کولیوند (زادهٔ ۵ آذر ۱۳۴۶)، سیاست‌مدار و مدیر اجرایی ایرانی است که از آذر ۱۴۰۳ به‌عنوان‌ استاندار سمنان شروع به فعالیت کرد. او پیش‌تر، نماینده دوره نهم و دوره دهم از حوزه انتخابیه کرج، اشتهارد و فردیس در استان البرز بوده‌ است. 
وی در دوره دهم با کسب ۱۴۳٬۴۳۴ رأی از مجموع ۵۵۴٬۰۶۵ آرای صحیح معادل ۲۵٫۸۹٪ درصد آرا به‌عنوان نفر دوم کرج پس از عزیز اکبریان به مجلس راه پیدا کرد. وی نایب‌رئیس اول کمیسیون سیاست داخلی و شوراهای مجلس شورای اسلامی در دوره نهم و رئیس کُمیسیون شوراها و امور داخلی مجلس شورای اسلامی در دوره دهم بود، ولی به مجلس یازدهم راه نیافت. او برادر سه شهید است.

## سوابق کاری و تحصیلات
- قائم‌مقام وزیر‌ کشور در امور مجلس
- نماینده دوره نهم و دهم مجلس شورای اسلامی از حوزه انتخابیه کرج، اشتهارد، فردیس
- معاون استاندار تهران و فرماندار ویژه کرج
- معاون وزیر کشور
- معاون پست بانک ایران
- مدیرکل اموال، پشتیبانی و ساختمان وزارت امور خارجه[۴]

انتصاب به فرمانداری کرج
محمدجواد کولیوند در سال ۱۳۸۷ توسط استاندار تهران و با حکم وزیر کشور وقت، مصطفی پورمحمدی، به‌عنوان فرماندار کرج منصوب شد.
حکم معاونت وزیر کشور
محمّدجواد کولیوند در بهمن ماه ۱۳۹۹ توسط رحمانی فضلی وزیر کشور دولت وقت، به سمت معاون وزیر در امور مجلس منتصب شد.

## حواشی فعالیت‌های سیاسی

### حمایت از برجام
وی در این باره در مجلس گفت: با اشاره به تأکیدات مَقام معظم رهبری مبنی بر این که برجام باید عامل وحدت باشد، اظهار داشت:‌ در جلسه امروز کلیات طرح یک فوریتی برجام توسط نمایندگان تصویب شد و به تأکیدات رهبری معتقد و وفادار است. 

### شایعه حمایت وی از شهردار کرج برای تخریب چهره
با توجه به اینکه کولیوند از رأی بسیار بالایی در استان البرز برخوردار بود، برخی از مخالفان و رقبای وی شایعه‌ای در راستای حمایت او از علی ترکاشوند، شهردار پیشین کرج، به راه انداختند که در سال ۱۳۹۷ به دلیل فساد مالی بازداشت و محکوم شده بود.  پس از پیگیری‌ها مشخص گردید عده‌ای جهت تخریب وی به این شایعات دامن زده تا در صَلاحیت او در انتخابات مجلس تأثیر بگذارند.

### رئیس ستاد کشوری مسعود پزشکیان
کولیوند در جریان انتخابات ریاست‌جمهوری ایران (۱۴۰۳) از نامزدی مسعود پزشکیان حمایت کرد و همچنین مسعود پزشکیان او را به‌عنوان رئیس ستاد کشوری خود منصوب کرد.

### گزینه استانداری قزوین
در ۲۲ مهر ۱۴۰۳ اعلام شد محمدجواد کولیوند، گزینه نخست استانداری قزوین به شمار می‌رود ، اما در نهایت محمد نوذری به‌عنوان‌ استاندار قزوین برگزیده شد و وی به سمت استانداری سمنان منصوب گردید.